# Meta Platforms
, раније Facebook, Inc. и TheFacebook, Inc., амерички је технолошки конгломерат са седиштем у Менло Парку. Управља апликацијама као што су Facebook, Instagram, Messenger, Threads, WhatsApp, као и многим другима. Једно од највреднијих предузећа на свету и међу десет највећих корпорација којима се јавно тргује у САД. Сматра се једном од великих пет америчких предузећа за информационе  технологије, међу којима су и Alphabet, Amazon, Apple и Microsoft.
Дана 28. октобра 2021. мења назив из Facebook, Inc. у Meta Platforms, Inc. како би „одразио свој фокус на изградњу метаверзума”. Термин „метаверзум” се односи на интегрисано окружење које повезује све производе и услуге предузећа.